# Slag bij Mylae
De Slag bij Mylae in 260 v.Chr. tijdens de Eerste Punische Oorlog voor de kust van Mylae, nu Milazzo op Sicilië, was de eerste echte zeeslag tussen de vloten van Carthago en de Romeinse Republiek. Het resultaat was een beslissende Romeinse overwinning.
Na de verovering van Agrigentum had de Romeinse Republiek genoeg zelfvertrouwen om de oorlog met Carthago op zee aan te gaan. Met dit doel voor ogen bouwde Rome een vloot van 150 schepen, quinqueremen en triremen, in een recordtijd van twee maanden. De eerste episode van Romeinse oorlogvoering ter zee, de slag bij de Liparische eilanden, was niet erg briljant: het lukte consul Gnaeus Cornelius Scipio Asina om zijn complete eskader van 17 schepen aan Carthago kwijt te raken zonder een gevecht.
Kort hierna voer de junior consul Gaius Duilius met de rest van de vloot de Carthagers tegemoet. Carthago was al lange tijd een maritieme mogendheid, had de ervaring en de maritieme vaardigheden, maar de Romeinen hadden de corvus geïntroduceerd in de voorsteven van hun schepen, een entermechanisme dat deze voordelen teniet zou doen.
De vloten ontmoetten elkaar voor de kust van Mylae; meteen aan het begin van de confrontatie werden 30 Punische schepen veroverd door Romeinse soldaten die met behulp van de corvus aan boord waren gekomen, inclusief het Carthaagse vlaggenschip. Hannibal Gisco, de Punische admiraal, wist zich in extremis uit de voeten te maken en voer met een klein bootje naar een ander schip. Daar probeerde hij de Romeinse schepen van achteren aan te vallen (veilig bij de corvi vandaan), maar werd volledig verslagen.
In de nasleep van de zeeslag, het eerste maritieme succes voor Rome, werd Gaius Duilius als held vereerd. De consul vierde een triomf waarin de voorstevens van de veroverde Carthaagse schepen tentoongesteld werden. Nadien werden deze gebruikt om het spreekgestoelte in het Forum te decoreren, dat sindsdien bekendstond als de rostra ("voorstevens" in het Latijn). Duilius trok zich spoedig terug uit de politiek, op het toppunt van zijn carrière. Hannibal Gisco werd kort daarna gekruisigd voor zijn incompetentie.